# 1949년 서울시내버스 노선
1949년 서울시내버스 노선은 서울특별시가 1949년 8월 16일부터 노선을 개편한 1959년까지 운영된 노선을 말한다.
1949년 8월 16일부터 서울승합 등 17개사가 서울특별시로부터 사업면허를 받아 273대를 운행하기 시작하고 시내버스 노선 계획 및 인가가 이루어졌다.  당시 소형 시내버스의 요금은 20환, 대형 시내버스의 요금은 50환이였다.

## 소형 시내버스
- 운행회사 : 서울합승자동차(현 서울승합) - 157대

| 운행구간 | 운행구간 | 운행구간 | 경유지                 |
| -------- | -------- | -------- | ---------------------- |
| 중랑교   | ↔        | 서울역   | 동대문                 |
| 중랑교   | ↔        | 마포구   | 동대문, 서대문         |
| 동대문   | ↔        | 영등포   | 을지로, 서울역, 노량진 |
| 동대문   | ↔        | 영등포   | 종로, 서울역, 노량진   |
| 왕십리   | ↔        | 홍제원   | 광화문                 |
| 미아리   | ↔        | 서울역   | 종로4가                |
| 효자동   | ↔        | 마포구   | 서울역                 |

## 대형 시내버스
- 운행회사 : 16개사 (광창버스, 덕수운수, 대한교통사, 시내버스(주), 영원자동차, 불로운수사 외)[4]

| 운행구간 | 운행구간 | 운행구간 | 경유지                         | 운행업체           |
| -------- | -------- | -------- | ------------------------------ | ------------------ |
| 중랑교   | ↔        | 서울역   | 청량리, 동대문                 | 광창버스, 덕수운수 |
| 중랑교   | ↔        | 마포     | 청량리, 동대문, 서대문         | 미상               |
| 동대문   | ↔        | 영등포   | 종로, 서울역, 신용산, 노량진   | 미상               |
| 동대문   | ↔        | 영등포   | 을지로, 서울역, 신용산, 노량진 | 미상               |
| 왕십리   | ↔        | 홍제원   | 을지로4가, 서대문              | 미상               |
| 서울역   | ↔        | 미아리   | 총무로4가, 돈암동              | 대한교통사         |
| 조선화재 | ↔        | 미아리   | 돈화문, 돈암동                 | 시내버스(주)       |
| 효자동   | ↔        | 노량진   | 서울역                         | 미상               |
| 중앙청   | ↔        | 서울역   | 돈화문, 필동                   | 미상               |
| 돈암동   | ↔        | 서울역   | 종로5가                        | 미상               |
| 신길동   | ↔        | 신길동   | 조선효소(당산동)               | 미상               |

## 경성전기승합자동차(경전버스)
- 아래 노선표는 1950년 1월 11일을 기준으로 한다.[5]

| 운행구간 | 운행구간 | 운행구간 | 배차 간격    | 배차 간격    | 차 수  | 차 수  |
| 기점     | ↔        | 종점     | 출퇴근시     | 평상시       | 상용차 | 예비차 |
| -------- | -------- | -------- | ------------ | ------------ | ------ | ------ |
| 시청 앞  | ↔        | 동소문   | 10분         | 20분         | 5대    | 1대    |
| 시청 앞  | ↔        | 돈암동   | 20분         | 30분         | 3대    | 1대    |
| 삼각지   | ↔        | 보광동   | 20분         | 30분         | 1대    | 1대    |
| 삼각지   | ↔        | 이태원   | 미상         | 미상         | 1대    | 1대    |
| 을지6가  | ↔        | 한남동   | 20분         | 30분         | 2대    | 1대    |
| 영천     | ↔        | 홍제원   | 20분         | 30분         | 1대    | 1대    |
| 영천     | ↔        | 녹번리   | 20분         | 30분         | 2대    | 2대    |
| 서대문   | ↔        | 신촌     | 20분         | 30분         | 2대    | 1대    |
| 서대문   | ↔        | 노고산   | 20분         | 20분         | 1대    | 1대    |
| 서대문   | ↔        | 서교동   | 20분         | 30분         | 2대    | 1대    |
| 서울역   | ↔        | 영등포   | 10분         | 20분         | 10대   | 2대    |
| 영천     | ↔        | 수색     | 1일 8회 왕복 | 1일 8회 왕복 | 2대    | 1대    |

## 같이 보기
- 1956년 서울시내버스 운행회사
- 1959년 서울시내버스 노선
- 1961년 서울시내버스 노선번호 개편
- 1964년 서울시내버스 노선번호 개편
- 1966년 서울시내버스 노선번호 개편
- 1970년 서울시내버스 노선번호 개편
- 1970년 서울시내버스 운행회사
- 1974년 서울시내버스 운행회사
- 1985년 서울시내버스 노선번호 개편
- 2004년 서울특별시 버스 개편